# 1987-es Australian Open
Az 1987-es Australian Open az év első Grand Slam-tornája, az Australian Open 75. kiadása volt. január 12. és január 25. között rendezték meg Melbourne-ben. A férfiaknál a svéd Stefan Edberg, nőknél a csehszlovák Hana Mandlíková nyert.

## Döntők

### Férfi egyes
Stefan Edberg -  Pat Cash, 6-3, 6-4, 3-6, 5-7, 6-3

### Női egyes
Hana Mandlíková -  Martina Navratilova, 7-5, 7-6

### Férfi páros
Stefan Edberg /  Anders Järryd -  Peter Doohan /  Laurie Warder, 6-4, 6-4, 7-6

### Női páros
Martina Navratilova /  Pam Shriver -  Zina Garrison /  Lori McNeil, 6-1, 6-0

### Vegyes páros
Zina Garrison /  Sherwood Stewart -  Anne Hobbs /  Andrew Castle 3-6, 7-6 (7-5), 6-3

## Juniorok

### Fiú egyéni
Jason Stoltenberg –  Todd Woodbridge 6–2, 7–6

### Lány egyéni
Michelle Jaggard –  Nicole Provis 6–2, 6–4

### Fiú páros
Jason Stoltenberg /  Todd Woodbridge –  Shane Barr /  Bryan Roe 6–2, 6–4

### Lány páros
Ann Devries /  Nicole Provis –  Genevieve Dwyer /  Danielle Jones 6–3, 6–1